# 新加坡民主党
新加坡民主党（英語：Singapore Democratic Party，缩写），是新加坡的一个政党。该党由詹時中于1980年创建。目前为反对党之一，现任领导人是徐顺全博士。